# Yan Zi
Yan Zi (Chengdu, Sichuan, Xina, 12 de novembre de 1984) és una exjugadora de tennis professional xinesa. Ha guanyat diversos títols del circuit professional WTA tant en individuals com sobretot, on més destaca, en dobles on ha arribat a ser la número 4 del món. En el seu palmarès destaquen dos títols de Grand Slam en dobles Open d'Austràlia 2006 i Wimbledon 2006, ambdós la seva compatriota Zheng Jie com a parella.
Va representar la Xina en els Jocs Olímpics de Pequín 2008, on va obtenir la medalla de bronze en la categoria dobles femenins al costat de Zheng Jie.

## Torneigs de Grand Slam

### Dobles: 2 (2−0)
| Resultat   | Núm. | Any  | Torneig          | Parella   | Oponents en la final                | Marcador         |
| ---------- | ---- | ---- | ---------------- | --------- | ----------------------------------- | ---------------- |
| Guanyadora | 1.   | 2006 | Open d'Austràlia | Zheng Jie | Lisa Raymond Samantha Stosur        | 2−6, 7−6(7), 6−3 |
| Guanyadora | 2.   | 2006 | Wimbledon        | Zheng Jie | Virginia Ruano Pascual Paola Suárez | 6−3, 3−6, 6−2    |

## Jocs Olímpics

### Dobles femenins
| Any  | Campionat                   | Parella   | Oponents                             | Resultat |
| ---- | --------------------------- | --------- | ------------------------------------ | -------- |
| 2008 | Jocs Olímpics, Pequín, Xina | Zheng Jie | Alona Bondarenko Katerina Bondarenko | 6−2, 6−2 |

## Palmarès: 18 (1−17)

### Individual: 1 (1−0)
| Llegenda                     |
| ---------------------------- |
| Grand Slam (1−0)             |
| WTA Tour Championships (0−0) |
| Tier I (1−0)                 |
| Tier II (0−1)                |
| Tier III (1−1)               |
| Tier IV (3−2)                |
| Tier V (0−0)                 |

| Títols per superfície |
| --------------------- |
| Dura (3−3)            |
| Gespa (1−0)           |
| Terra batuda (2−1)    |

| Resultat   | Núm. | Data                | Torneig      | Superfície | Oponent en la final    | Marcador           |
| ---------- | ---- | ------------------- | ------------ | ---------- | ---------------------- | ------------------ |
| Guanyadora | 1.   | 20 de gener de 2005 | Canton, Xina | Dura       | Núria Llagostera Vives | 6−4, 4−0, retirada |

### Dobles: 28 (17−11)
| Abans de 2009                | Després de 2009         |
| ---------------------------- | ----------------------- |
| Grand Slam (2−0)             |                         |
| WTA Tour Championships (0−0) |                         |
| Tier I (2−1)                 | Premier Mandatory (0−0) |
| Tier II (2−2)                | Premier 5 (0−0)         |
| Tier III (6−4)               | Premier (0−2)           |
| Tier IV i V (3−2)            | International (2−0)     |

| Títols per superfície |
| --------------------- |
| Dura (9−8)            |
| Gespa (2−0)           |
| Terra batuda (6−3)    |

| Resultat   | Núm. | Data                   | Torneig                         | Superfície   | Parella               | Oponents en la final                       | Marcador            |
| ---------- | ---- | ---------------------- | ------------------------------- | ------------ | --------------------- | ------------------------------------------ | ------------------- |
| Finalista  | 1.   | 14 de juny de 2003     | Viena, Àustria                  | Terra batuda | Zheng Jie             | Li Ting Sun Tiantian                       | 3−6, 4−6            |
| Guanyadora | 1.   | 14 de gener de 2005    | Hobart, Austràlia               | Dura         | Zheng Jie             | Anabel Medina Garrigues Dinara Safina      | 6−4, 7−5            |
| Guanyadora | 2.   | 12 de febrer de 2005   | Hyderabad, Índia                | Dura         | Zheng Jie             | Li Ting Sun Tiantian                       | 6−4, 6−1            |
| Finalista  | 2.   | 13 de setembre de 2005 | Bali, Indonèsia                 | Dura         | Zheng Jie             | Anna-Lena Grönefeld Meghann Shaughnessy    | 3−6, 3−6            |
| Finalista  | 3.   | 25 de setembre de 2005 | Pequín, Xina                    | Dura         | Zheng Jie             | María Vento-Kabchi Núria Llagostera Vives  | 2−6, 4−6            |
| Guanyadora | 3.   | 28 de gener de 2006    | Open d'Austràlia, Austràlia     | Dura         | Zheng Jie             | Lisa Raymond Samantha Stosur               | 2−6, 7−6(7), 6−3    |
| Finalista  | 4.   | 12 de febrer de 2006   | Pattaya, Tailàndia              | Dura         | Zheng Jie             | Li Ting Sun Tiantian                       | 6−3, 1−6, 6−7(5)    |
| Guanyadora | 4.   | 14 de maig de 2006     | Berlín, Alemanya                | Terra batuda | Zheng Jie             | Ielena Deméntieva Flavia Pennetta          | 6−2, 6−3            |
| Guanyadora | 5.   | 21 de maig de 2006     | Rabat, Marroc                   | Terra batuda | Zheng Jie             | Ashley Harkleroada Bethanie Mattek         | 6−1, 6−3            |
| Guanyadora | 6.   | 24 de juny de 2006     | 's-Hertogenbosch, Països Baixos | Gespa        | Zheng Jie             | Ana Ivanović Maria Kirilenko               | 3−6, 6−2, 6−2       |
| Guanyadora | 7.   | 8 de juliol de 2006    | Wimbledon, Regne Unit           | Gespa        | Zheng Jie             | Virginia Ruano Pascual Paola Suárez        | 6−3, 3−6, 6−2       |
| Finalista  | 5.   | 26 de juliol de 2006   | Estocolm, Suècia                | Dura         | Zheng Jie             | Eva Birnerová Jarmila Gajdošová            | 6−0, 4−6, 2−6       |
| Guanyadora | 8.   | 26 d'agost de 2006     | New Haven, Estats Units         | Dura         | Zheng Jie             | Lisa Raymond Samantha Stosur               | 6−4, 6−2            |
| Guanyadora | 9.   | 15 d'abril de 2007     | Charleston, Estats Units        | Terra batuda | Zheng Jie             | Peng Shuai Sun Tiantian                    | 7−5, 6−0            |
| Guanyadora | 10.  | 26 de maig de 2007     | Estrasburg, França              | Terra batuda | Zheng Jie             | Alicia Molik Sun Tiantian                  | 6−3, 6−4            |
| Guanyadora | 11.  | 30 de setembre de 2007 | Canton, Xina                    | Dura         | Peng Shuai            | Vania King Sun Tiantian                    | 6−3, 6−4            |
| Guanyadora | 12.  | 7 d'octubre de 2007    | Tòquio, Japó                    | Dura         | Sun Tiantian          | Chuang Chia-jung Vania King                | 1−6, 6−2, [10−6]    |
| Guanyadora | 13.  | 14 d'octubre de 2007   | Bangkok, Tailàndia              | Dura         | Sun Tiantian          | Ayumi Morita Junri Namigata                | Renúncia            |
| Finalista  | 6.   | 5 de gener de 2008     | Gold Coast, Austràlia           | Dura         | Zheng Jie             | Dinara Safina Ágnes Szávay                 | 1−6, 2−6            |
| Guanyadora | 14.  | 11 de gener de 2008    | Sydney, Austràlia               | Dura         | Zheng Jie             | Tatiana Perebiynis Tatiana Poutchek        | 6−4, 7−6(5)         |
| Finalista  | 7.   | 1 de març de 2008      | Dubai, Emirats Àrabs Units      | Dura         | Zheng Jie             | Cara Black Liezel Huber                    | 5−7, 2−6            |
| Finalista  | 8.   | 22 de març de 2008     | Indian Wells, Estats Units      | Dura         | Zheng Jie             | Dinara Safina Ielena Vesninà               | 1−6, 6−1, [8−10]    |
| Guanyadora | 15.  | 24 de maig de 2008     | Estrasburg (2)                  | Terra batuda | Tatiana Perebiynis    | Chan Yung-jan Chuang Chia-jung             | 6−4, 6−7(3), [10−6] |
| Finalista  | 9.   | 21 de setembre de 2008 | Canton, Xina                    | Dura         | Sun Tiantian          | Maria Korítseva Tatiana Poutchek           | 6−3, 2−6, [8−10]    |
| Finalista  | 10.  | 23 de maig de 2009     | Varsòvia, Polònia               | Terra batuda | Zheng Jie             | Raquel Kops-Jones Bethanie Mattek-Sands    | 1−6, 1−6            |
| Guanyadora | 16.  | 9 d'agost de 2009      | Los Angeles, Estats Units       | Dura         | Chuang Chia-jung      | Maria Kirilenko Agnieszka Radwańska        | 6−0, 4−6, [10−7]    |
| Guanyadora | 17.  | 11 d'abril de 2010     | Ponte Vedra Beach, Estats Units | Terra batuda | Bethanie Mattek-Sands | Chuang Chia-jung Peng Shuai                | 4−6, 6−4, [10−8]    |
| Finalista  | 11.  | 17 de maig de 2010     | Varsòvia (2)                    | Terra batuda | Cara Black            | Virginia Ruano Pascual Meghann Shaughnessy | 3−6, 4−6            |

## Trajectòria

### Dobles
| Open d'Austràlia | A  | QF | 1R          | G           | SF          | SF | 3R          | QF          | 2R          | A   | 1R | 1 / 9 | 23–8 |
| Roland Garros | A  | 1R | 3R          | SF          | 1R          | 3R | QF          | 3R          | A           | A   | A  | 0 / 7 | 13–7 |
| Wimbledon | A  | 3R | A           | G           | QF          | 3R | 3R          | 2R          | A           | A   | 1R | 1 / 7 | 16–6 |
| US Open | 1R | 2R | QF          | QF          | 2R          | QF | QF          | 2R          | A           | A   | A  | 0 / 8 | 15–8 |
| Jocs Olímpics | NC | QF | No celebrat | No celebrat | No celebrat | 3r | No celebrat | No celebrat | No celebrat | A   | NC | 0 / 2 | 6–2  |
| Tour Championships | A  | A  | A           | SF          | A           | A  | A           | A           | A           | A   | A  | 0 / 1 | 0–1  |
| Rànquing a final d'any | 74 | 39 | 31          | 4           | 15          | 13 | 23          | 22          | 91          | 528 | –  |       |      |
| Llegenda: G: Guanyadora; F: Finalista; SF: Semifinalista; QF: Quarts de final; Q: Qualificació; A: Absent; RR: Round Robin; |    |    |             |             |             |    |             |             |             |     |    |       |      |